# Звонимир Берковић
Звонимир Берковић (Београд, 1. август 1928 — Загреб, 9. јун 2009) био је југословенски и хрватски драматург, сценариста, редитељ и публициста.

## Биографија и каријера
Берковић је рођен у Београду, а од петнаесте године живео је у Загребу, где је завршио филмску режију на Академији драмске уметности. Каријеру сценаристе започео је средином педесетих година, а његов најзначајнији рад био је на филму Х-8, редитеља Николе Танхофера.
Први филм који је режирао био је документарни филм Мој стан, за који је добио прву награду у тој категорији на Канском филмском фестивалу 1962. године. Након тога, 1966. године режирао је филм Рондо, у којем су глумици познати југословенски глумци као што су Реља Башић, Милена Дравић и Стево Жигон, а тај филм данас се сматра класиком југословенског и хрватског филма.
Након филма Рондо, Берковић је током седамдесетих и осамдесетих година снимио неколико филмова, а један од најзначајнијих из тог периода био је Контеса Дора из 1993. године. Филм је освојио Златну арену за најбољи филм, а у њему су глумили Алма Прица и Раде Шербеџија.
Деведесетих година престао је да прави филмове и почео да предаје на Академији драмских уметности у Загребу, био је колумниста, писао музичке, позоришне и филмске критике за хрватски информативно-политички недељеник Глобус. Такође дуго година био је шеф драматургије Јадран филма. Године 1992. добио је награду Владимир Назор за животно дело.
Преминуо је 9. јуна 2009. године у Загребу.

## Филмографија
| Год.   | Назив                         | Улога                |
| ------ | ----------------------------- | -------------------- |
| 1950-е |                               |                      |
| 1956.  | Опсада                        | сценариста           |
| 1980-е |                               |                      |
| 1958.  | Мој дом                       | сценариста           |
| 1958.  | Х-8                           | сценариста           |
| 1958.  | Поздрави с Јадрана            | сценариста           |
| 1958.  | И радница и мајка             | сценариста           |
| 1960-е |                               |                      |
| 1961.  | Каролина Ријечка              | сценариста           |
| 1962.  | Мала хроника                  | сценариста           |
| 1963.  | Мој стан                      | сценариста и редитељ |
| 1964.  | Балада о пијетлу              | редитељ              |
| 1965.  | Кључ                          | сценариста           |
| 1966.  | Рондо                         | сценариста и редитељ |
| 1970-е |                               |                      |
| 1971.  | Путовање на мјесто несреће    | сценариста и редитељ |
| 1980-е |                               |                      |
| 1981.  | Одмор у Хрватској             | редитељ              |
| 1982.  | Упорна прекретница            | редитељ              |
| 1985.  | Љубавна писма с предумишљајем | сценариста и редитељ |
| 1990-е |                               |                      |
| 1993.  | Контеса Дора                  | сценариста и редитељ |